# 罗马尼约
罗马尼约（法語：Romagnieu，法語發音：[ʁɔmaɲø]）是法国伊泽尔省的一个市镇，位于该省中北部，属于拉图尔迪潘区。

## 地理
罗马尼约（45°34'12"N, 5°38'29"E）面积17.11 平方千米，位于法国奥弗涅-罗讷-阿尔卑斯大区伊泽尔省，该省份为法国东南部内陆省份，北起顺时针与安省、萨瓦省、上阿尔卑斯省、德龙省、阿尔代什省、卢瓦尔省和罗讷省。
与罗马尼约接壤的市镇（或旧市镇、城区）包括：阿奥斯特、贝尔蒙-特拉莫内、多梅桑、勒蓬德博瓦桑、多菲内地区莱萨布雷、希米兰、勒蓬德博瓦桑、普雷桑。

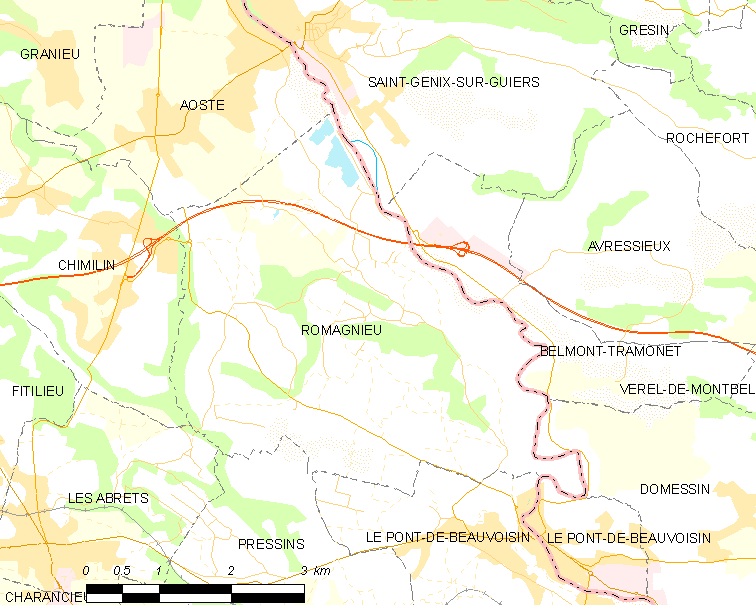
罗马尼约的OSM定位图

罗马尼约的时区为UTC+01:00、UTC+02:00（夏令时）。

## 行政
罗马尼约的邮政编码为38480，INSEE市镇编码为38343。

## 政治
罗马尼约所属的省级选区为沙特勒斯-吉耶县。

## 人口

1962-2008年间罗马尼约人口变化图示

罗马尼约于2022年1月1日时的人口数量为1732人。